# Doctor Tangalanga
Julio Victorio de Rissio  (Buenos Aires, 10 de noviembre de 1916-26 de diciembre de 2013), conocido popularmente como Doctor Tangalanga, Raúl Tarufetti o Licenciado Varela, fue un humorista argentino. 
Se hizo conocido especialmente por sus grabaciones de bromas telefónicas a personas desconocidas. Desde 1989 hasta 2013 vendió más de 250 000 copias, convirtiéndose en el bromista telefónico más exitoso de todos los tiempos. Se hizo conocido en su país natal, Argentina, y realizó giras por el mismo, además de hacerlo por varios países de América, como Chile, México, Uruguay y Estados Unidos.

## Biografía
Hijo de italianos, nacido en el barrio de Balvanera, fue el menor de siete hermanos. Se casó a los 25 años, y comenzó a trabajar en un taller de zapatos. Su carrera como humorista comenzó accidentalmente en 1958, cuando grababa bromas telefónicas para que su amigo Sixto (quién estaba en cama día y noche como consecuencia de una enfermedad) se distrajese. Dejó de hacer las grabaciones luego de la muerte de su amigo en 1965, pero en 1980, convaleciente de hepatitis, y dado que debía reposar gran parte del día, sus amigos lo indujeron a retomar las bromas como forma de entretenimiento, llevándole avisos clasificados para llamar a desconocidos.
Tangalanga (conocido como Tarufetti hasta la década de 1990) se hizo famoso en los años 1980 cuando amigos de él comenzaron a prestar sus casetes a otras personas, quienes a su vez realizaron copias y los distribuyeron, creando un circuito informal de sus producciones en Argentina. De él se dijo luego que fue "el más famoso de los desconocidos y el más desconocido de los famosos".

## Trayectoria y estilo
La mecánica general de sus bromas consistía en llamar a algún lugar para consultar sobre un producto o servicio hablando con un tono amable, distinguido y condescendiente, hasta que:
- Hilvanando lo que le dicen, argumenta u observa algo que pone incómodo a su interlocutor.
- lanza una palabra malsonante.
- O, directamente, le falta el respeto a su interlocutor produciéndose, por lo general, un intercambio verbal de insultos. Procura generar una situación hilarante para el público mediante el uso sorpresivo de términos soeces en un contexto generalmente absurdo, y explotando las reacciones de sus interlocutores.

En otros casos la veta se abre a partir de un reclamo ficticio, aunque muchas veces basado en problemas reales: en general atribuido a cosas que le suceden a un supuesto sobrino, o a un tío de Bahía Blanca, o bien a un primo hermano, o a un supuesto hijo, que el "doctor" transforma en cuestiones hilarantes. Por ejemplo: "Un sobrino mío fue a cargar dos matafuegos para el auto de él y resulta que no mata al fuego, apenas si lo hiere", o "El taxi con el que llevaron a mi tía era una porquería: lo único que no hacía ruido era la bocina", o bien "El techo que usted hizo quedó tan mal que cuando llueve salimos al patio...Es decir llueve menos en el patio que en la casa... Además, hay neblina adentro del placard; uno busca un sobretodo y a lo sumo encuentra un calzoncillo...".
Para ser más confuso, el "doctor" suele dar nombres que se prestan fácilmente al doble sentido como: "Salustiano Ramón Juan Antonio Vergatiesa", o apellidos como: Tahretti, Rabufetti, Raulito, Quintana, Tarufeti, Zarrasqueta, Caparazo, Carabali, Durañona, Fiorito, Gandolfi, Varela, entre otros. Adicionalmente, da números de teléfono como: "nueve, ocho, cuatro, tres, dieciséis mil once, dividido cuatro,  conchetti", y direcciones como "Cochabamba 1614, segundo piso, corredor cuatro, fila 17, del lado de la sombra".
Algunos "reclamos" se destacan por un planteo absurdo: fotocopiadoras que copian con errores de ortografía, ataúdes fallados (el ataúd está tan mal hecho que parece de cemento armado), etc. Otros llamados tienen el pretendido objeto de entrevistar al interlocutor, en nombre de algún medio de prensa real o ficticio.
Una de las llamadas más conocidas es la de "canchita de papi fútbol", donde insinuaba llamar por un reclamo, diciéndole al dueño que en su cancha de fútbol tocaban a los niños, o "pibes" de manera indecorosa. El dueño del lugar, en lugar de exasperarse e insultar gratuitamente, le sigue los juegos a Tangalanga de manera igualmente creativa, de modo tal que al concluir el llamado se puede escuchar al "Doctor" (dirigiéndose a su público) diciendo: "Oíme, me hizo mierda este hijo de puta". Posteriormente, el dueño del establecimiento participó como invitado de un espectáculo brindado por el Dr. Tangalanga en La Trastienda.
Puede citarse además como un buen ejemplo de su obra un llamado muy bien logrado, en el que se aprecia su creatividad humorística, y que es fácil de entender por la calidad de grabación. Es el que hizo a un carpintero italiano sobre un supuesto placard mal hecho, en la calle "Figuerola" (nombre ficticio inspirado en la calle Figueroa, de la Ciudad Autónoma de Buenos Aires, que sí existe), y en el que la queja era, entre otras: "en este placard hay neblina; uno busca un sobretodo y a lo sumo encuentra un calzoncillo". El llamado aparece en uno de sus compactos, editado en 1995 en una serie de cuatro, "Llamados Inéditos", bajo el nombre de "Carpintero Jodido".

Borges mezcló el español y el inglés e inventó el lenguaje borgeano. Piazzolla mezcló el jazz y el tango e inventó el género musical Piazzolla. Tangalanga mezcló el lenguaje elegante con la grosería y creó un idioma único que solamente él pudo hablar.
Diego Recalde.

El Dr. Tangalanga no tenía problema alguno en insultarse a sí mismo o a su familia y sabía admitir cuando alguno de sus interlocutores le "seguía la corriente" insultándolo de la misma manera en la que el Dr. lo hacía y continuándole las bromas. O, en otros casos, ingeniándoselas para ignorar o llevar a vía muerta lo que pretendía, que era hacerlo salir de sus cabales, adoptando tonos moderados o asintiendo simplemente.

## Apariciones en otros medios
Entre sus seguidores más entusiastas se encuentran Luis Alberto Spinetta, Ricardo Mollo, Diego Arnedo y David Lebón, renombrados músicos argentinos. De hecho, su voz aparece sampleada: "Santoro... ¿Cómo? Marcelo Santoro?..." en la canción "Lago de forma mía", de Spinetta, del álbum Pelusón of milk (1991). En 1993 es invitado junto con Enrique Pinti a una emisión de Ilustres y desconocidos, conducido por Jorge Guinzburg, en 1994 participa en varias emisiones del programa Peor es nada, en 1996 es invitado a colaborar en un sketch del programa Cha Cha Cha de Alfredo Casero, haciendo de jurado en una parodia a programas de Tango. Además, el 22 de noviembre de 2006, con motivo de la celebración de su cumpleaños número 90 en el club La Trastienda de Buenos Aires, fueron invitados al escenario Spinetta, Mollo y Arnedo. En 1994 apareció en el álbum Traka traka de la banda argentina El otro yo, en "El Maestro Tangalanga", una canción que, aparte de una breve introducción a cargo de Cristian Aldana, consta solo de la voz de Tangalanga contando un chiste.
La banda española de metal progresivo Bring Out Your Dead, en su álbum homónimo editado en 2020, añadió como final un fragmento de la broma "Cantante histérico de ópera". 
En 2007 prestó su voz para el film animado El Sol, dirigido por Ayar Blasco, codirector de Mercano, el marciano. Debido al escaso presupuesto para dicha película, el estreno se retrasó hasta el 12 de abril de 2010, cuando finalmente se dio en el Museo Malba, siendo su estreno comercial el 2 de agosto de 2012, mismo año donde es invitado a una emisión de Mundo Casella.
En enero de 2023 se estrenó la película argentina El Método Tangalanga, que está basada en la vida de este señor.

## Vida privada y salud
A mediados de 2007, en la página de entrada de su página de internet se anunció que, tras sufrir de problemas en sus piernas y haberse sometido a varias cirugías, el próximo espectáculo sería el último debido a la solicitud de su familia. Al mismo tiempo se lanzó "Te sobra un número", el álbum número treinta y siete de su carrera, como supuesta despedida.
A fines de 2007 De Rissio mejoró notablemente de su problema de movilidad y se publicó en la página de entrada de su sitio web oficial un manuscrito agradeciendo el aliento recibido por parte de su público, además de anunciar su regreso a la actividad. Lanzó entonces su CD número treinta y ocho titulado "Me puedo tomar confianza".
Tras su presentación del 5 de marzo de 2010 decidió tomarse un tiempo antes de volver a los escenarios, mientras que en su página de Internet oficial se pidió a sus admiradores que le escribieran correos dándole fuerza para continuar su carrera, más que nunca. Así fue como nuevamente el Doctor salió adelante volviendo al escenario de La Trastienda el 21 de mayo de 2010.

#### Fallecimiento
Falleció el 26 de diciembre de 2013, a los 97 años, en el Sanatorio Otamendi (Buenos Aires) por causas naturales. Sus restos descansan en el Cementerio del Pilar.

## Discografía
- 1960 — Llamados para Sixto
- 1989 — Los llamados telefónicos del Dr. Tangalanga vol. 1
- 1990 — Los llamados telefónicos del Dr. Tangalanga vol. 2
- 1990 — Los llamados telefónicos del Dr. Tangalanga vol. 3
- 1990 — Los llamados telefónicos del Dr. Tangalanga vol. 4
- 1991 — Los llamados telefónicos del Dr. Tangalanga vol. 5
- 1991 — Los llamados telefónicos del Dr. Tangalanga vol. 6
- 1991 — Los llamados telefónicos del Dr. Tangalanga vol. 7
- 1992 — Los llamados telefónicos del Dr. Tangalanga vol. 8
- 1993 — Los llamados telefónicos del Dr. Tangalanga vol. 9
- 1993 — Broma-to de Tangalanga
- 1994 — Los llamados inéditos del Dr. Tangalanga vol. 1
- 1995 — Los llamados inéditos del Dr. Tangalanga vol. 2
- 1995 — Los llamados inéditos del Dr. Tangalanga vol. 3
- 1996 — Los llamados inéditos del Dr. Tangalanga vol. 4
- 1996 — Dr. Tangalanga: Cuentos con amigos
- 1996 — Los mejores llamados telefónicos del Dr. Tangalanga vol. 1
- 1996 — Los mejores llamados telefónicos del Dr. Tangalanga vol. 2
- 1997 — Los mejores llamados telefónicos del Dr. Tangalanga vol. 3
- 1997 — Los llamados de oro del Dr. Tangalanga
- 1998 — Dr. Tangalanga es mundial
- 1998 — Dr. Tangalanga en vivo
- 1998 — Dr. Tangalanga: Llamados violentos
- 1998 — Dr. Tangalanga: Cuentos con amigos
- 1998 — Dr. Tangalanga: Colección privada vol. 1
- 1998 — Dr. Tangalanga: Colección privada vol. 2
- 1999 — Dr. Tangalanga: Colección privada vol. 3
- 1999 — Dr. Tangalanga: Colección privada vol. 4
- 2000 — De parte de Tangalanga vol. 1
- 2001 — De parte de Tangalanga vol. 2
- 2002 — Tangalanga ataca de nuevo
- 2002 — ¿En qué sentido me lo dice?
- 2003 — ¿Me da su teléfono?
- 2003 — WANTED (por matar de risa) (comp. 1980 - 1999)
- 2004 — 40 Años Currando - Solo editado en México - Para el show del Hard Rock Café
- 2004 — Tangalanga en México
- 2005 — Maestro 2005
- 2006 — Gracias Doctor!! - 10 de noviembre de 2006 La Trastienda Club (Official Bootleg)
- 2006 — Noventa pirulos y todavía te rompo
- 2006 — Rioplatense
- 2007 — Te sobra un número
- 2007 — ¿Me puedo tomar confianza?
- 2008 — ¡Olé, olé, olé! ¡Doctor! ¡Doctor!
- 2008 — Mil gracias Uruguay
- 2009 — Dr. Tangalanga: Colección privada vol. 5 (comp.)
- 2010 — Dr. Tangalanga: Trapisondas
- 2010 — Dr. Tangalanga: cuentos con amigos 2
- 2011 — Dr. Tangalanga: Tejemanejes

## Filmografía
- 2009 — El Sol
- 2016 — Víctimas de Tangalanga 1
- 2016 — Víctimas de Tangalanga 2
- 2017 — Víctimas de Tangalanga 3
- 2021 — Víctimas de Tangalanga 4
- 2021 — Víctimas de Tangalanga 5

## Apodos usados
- 1. Juan Caraballi (Adolfito)
- 2. Raúl Taruffeti
- 3. Rabuffeti (asientos numerados) "Cuando te diga que soy Rabuffeti..!"
- 4. Caruffeti
- 5. Caruffati (Telecentro de la calle Triunvirato, donde te pego un rato) "Oime, ¡a cuántas señoras respetables se han cogido mi amor!"
- 6. Taruffi
- 7. Taraffeti
- 8. Barabetti (Telcentro, se lo dice a la chica que atiende primero)
- 9. Cantaluppi, del Estudio Jurídico del Dr Cantaluppi.
- 10. Carulli
- 11. Raúl Alutti (Plomero Inseguro) Es el administrador del edificio de la calle Junín.. y Santa Fe, "El número no me acuerdo porque voy de memoria!"
- 12. Raulito (Buda)
- 13. Raúli
- 14. Curuchet (Familia Arcahuet) "A mi me cagaron y vos sos alcahuete!"
- 15. Faldutti
- 16. Quintana (Colombófilo) "Como se nota que no te cagan a vos, las palomas de mierda esas que vos crías!!"
- 17. Fontana (Profesor Toquetón) "¿Usted, por qué le toca el orto a mi sobrino?"
- 18. Quintanita
- 19. Fontanelli
- 20. Campanella
- 21. Licenciado Garqueta (Aceites) "¡Yo soy preservativo no forro, hijo de puta!"
- 22. Licenciado Viruleta (chupame la camiseta)
- 23. Zarrasqueta (Verdulero Gordo de mierda) "¡Y vos sos un negro cagón..!"
- 24. Garchetta
- 25. Vergatiesa
- 26. Rivero (Con v corta, ¡Rivero con B larga debe haber uno en todo el país y no va a ser este!)
- 27. Rigatusso
- 28. Taretti
- 29. Tangalanga (con h en el medio y sin z)
- 30. Gandolfi (Fotocopias) "¡Si vos sos Amira.. Mira si no sos una mierda!"
- 31. Chubaca (El que hizo caca, y por las mañana toca la maraca!)
- 32. Rin tin tin
- 33. Curucuchut
- 34. Maturana (Matorana? Matorano?) dueño del departamento H (¡H de hijo de puta!) del edificio de Junín y Santa Fe
- 35. Durañona
- 36. Zañartú (Inmobiliaria)
- 37. Rassetti (De la inmobiliaria Massachusetts) "¡Andá metete la casa de mierda en el orto!"
- 38. Rossetti
- 39. Massachusetts (De la inmobiliaria Rasseti)
- 40. Marunga (Presidente del consorcio) Fue a la reunión del consorcio y no le dieron la palabra porque tartamudeaba mucho
- 41. Douglas Adalberto
- 42. Otonello
- 43. Raúl Fiorito (De la empresa Taranga y Compañía)
- 44. Fioriti
- 45. Licenciado Lassafra (Reconocido)
- 46. Raúl Estevarena (De Montevideo) "¡Ojo por ojo muela por culo hijo de puta!"
- 47. Santoro
- 48. Raúl Miranda (Te caés por la baranda)
- 49. Licenciado Torretta (Inventor del tejemaneje, que permite tejer mientras maneja)
- 50. Raffiti
- 51. Pettinotti (Tano Nicola) "¿Quien carajsho te conoce a vos? ¡Pettinotti!"
- 52. Auberti
- 53. Navarrete (Te rompo..)
- 54. Juan Alberto Sebastián Junior Dividido 2
- 55. Antonio Rataplan (¡Agarrámelas que se me van!)
- 56. Berutti
- 57. Carabetta
- 58. Carletti
- 59. Tarletti
- 60. Caratetti
- 61. Benjarano
- 62. Larre (Se hizo un implante de pene y no se le para la poronga)
- 63. Sinilo (Esther I, II, III, IV) "Ya en la época de los egipcios, se metían los candelabros en el orto"
- 64. Rocatagliatta (agarrame la...)
- 65. Garibotti
- 66. Garibotta
- 67. Licenciado Raúl Varela (el que te metió la vela)
- 68. Gorriti
- 69. Gayeratta
- 70. Cafferatta
- 71. Sarrasano
- 72. Juan Caparazo
- 73. Raúl Tedet (Piletas mal hechas) "Me dijo que usted es maricón"
- 74. Errero (sin H)
- 75. Licenciado Carambata (Mesada)
- 76. Gambetta
- 77. Raufitti
- 78. Raúl Zarangana (Agarrame la banana)
- 79. Zafaroni (Peluca Quemada) "Es el que nos vendió el matafuego, que falló que daba miedo!"
- 80. Raúl Vastelli
- 81. Santaveccia
- 82. Taranga (Parapscicólogo)
- 83. Raúl Caferatta
- 84. Licenciado Rigatusso
- 85. Rabuñani
- 86. Raeli (Sr. Ementerio)
- 87. Chafiteffi
- 88. Raúl Atena
- 89. Rodolfito Cadorna
- 90. Farinfanfunfla
- 91. Ratelli
- 92. Formentera
- 93. Taretta
- 94. Taretthi
- 95. Navarro
- 96. Pezutti
- 97. Raúl Sagardúa (Estudiante de Medicina)
- 98. Chufiteffi
- 99. Rafaeli (Hola, ¿Cholo? le habla Rafaeli..)
- 100. Raúl Standard
- 101. García
- 102. Señor Rotundo (Corona de porcelana)
- 103. Caretta
- 104. Rafael Gandulia
- 105. Raúl Garófalo
- 106. Raúl Quintero (Mentalista) "Sos tan puto, que cuando vengas te voy a dar un par de besos en la boca"
- 107. Cantero
- 108. Juan Rivarita (Tonino)
- 109. Chamutti (Anulado) Cada vez que quiere hacer el amor se caga encima
- 110. Raúl Tebetti
- 111. Zatoqui
- 112. Bertolinni (El Plomero Luiggi no entiende) Cochabamba y Constitución 117314 donde las dos corren parejas (pero ya se mudó!)
- 113. Carlitos Monterrama (Cuidadora de la Abuela)
- 114. RocahMora Raúl
- 115. Rangachi (Primo hermano de Faldutti)
- 116. Medina (Anda a la puta que te parió de parte mía, mi secretaria, y de parte del gran danés!)
- 117. Señor Marunga (Presidente del consorcio)
- 118. Douglas Adalberto Juan Guillermo Ibáñez (Abogado de Marunga)
- 119. Ratalat (Le vendieron Bulones Fallados)
- 120. Carlini (Bulonera)
- 121. Virulana (Bulomera)
- 122. Señor Merengue (Garaje Venezuela, Garaje de Maricones - Se olvidó un portafolios..)
- 123. Raúl Zagardúa
- 124. Masacre (Masacre el de la chomba)
- 125. Salustiano Ramón Juan Antonio Vergatiesa (El Mariachi)
- 126. Juan Antonio Rafael Garcha Benítez
- 127. Licenciado Varelita